# Gazeta Mercantil
Gazeta Mercantil, fundado em 1920 como um boletim diário do mercado, é o mais tradicional jornal de economia do Brasil. Pertence ao grupo SMEdit e sua publicação acontece apenas no formato online. ´|E uma dos principais veículos de comunicação do país.  Durante o período em que foi publicado de forma impressa, passou por várias crises, teve sua equipe reduzida, mas ainda assim supera largamente outros importantes jornais econômicos do país, como Valor Econômico e Jornal do Commercio. Embora atualmente pertença ao grupo SMEdit, o controle do jornal já passou pelo empresário Nelson Tanure, do grupo Docas Investimentos. que além da Gazeta Mercantil, também administrou o carioca Jornal do Brasil (JB) e a revista Forbes no Brasil. 

## História
A crise que deflagrou na transferência do controle acionário da família Levy para Nelson Tanure ocorreu no final da década de 90 e início dos anos 2000. Após anos de liderança absoluta no mercado, a direção do jornal decidiu ampliar as áreas de atuação, com investimentos em internet através do lançamento de sua edição online e televisão. As novas áreas contaram com parceiros que foram a Portugal Telecom, antiga controladora da Telesp Celular - atualmente Vivo, na web e a TV Bandeirantes, além da TV Gazeta, controlada pela Fundação Cásper Líbero, na televisão.
O jornal passou por uma drástica reestruturação nos seus últimos anos. Teve a sua redação unificada com os demais produtos jornalísticos da empresa, o Jornal do Brasil, a revista Forbes Brasil e a agência de notícias InvestNews.
De acordo com levantamento do IVC de julho/2007, o jornal tinha uma tiragem de 70 mil exemplares.
Atualmente a Gazeta Mercantil é editada apenas na versão online

### Suspensão da circulação impressa
Em 25 de maio de 2009, Nelson Tanure anunciou que devolveria a administração do jornal aos proprietários anteriores, não se responsabilizando mais pela publicação a partir de 1 de junho. Alegou que herdou dívidas de mais de 200 milhões de reais em processos trabalhistas. O Gazeta Mercantil é exibido agora somente na versão online dessa forma, a última edição impressa do jornal foi a de 29 de maio de 2009
O grupo português Ongoing Strategy Investments negou interesse em comprar o jornal "porque o título tem uma dívida muito grande", mas animou-se com a possibilidade de ingressar na imprensa econômica brasileira, aproveitando o vácuo deixado pela interrupção. O grupo Ongoing estreou o jornal Brasil Econômico em 8 de outubro de 2009.